# Unterallgäu járás
Unterallgäu járás egy járás Bajorországban. Unterallgäu járás Neu-Ulm, Günzburg, Augsburg, Ostallgäu, Oberallgäu, Memmingen, Biberach és Ravensburg járásokkal határos. Lakosainak száma 142 544 fő (2017. december 31.).

## Népesség
A járás népessége az elmúlt években az alábbi módon változott:
| Lakosok száma | 111 531 | 115 770 | 136 383 | 137 484 | 138 712 | 140 419 | 141 165 | 142 544 |
|               | 1978    | 1987    | 2012    | 2013    | 2014    | 2015    | 2016    | 2017    |